# Melanostoma cyaneocincta
Melanostoma cyaneocincta är en tvåvingeart som först beskrevs av Jacques-Marie-Frangile Bigot 1885.  Melanostoma cyaneocincta ingår i släktet gräsblomflugor, och familjen blomflugor. Inga underarter finns listade i Catalogue of Life.